# شهرستان بوزولوکسکی
شهرستان بوزولوکسکی (به لاتین: Buzuluksky District) یک شهرستان در روسیه است که در استان اورنبورگ واقع شده‌است.